# Monts du Forez
De Monts du Forez zijn een bergketen van het Centraal Massief. Deze bergen scheiden de vallei van de Dore in het westen van de vlakte van de Forez in het oosten. Het hoogste punt wordt gevormd door de Pierre-sur-Haute op 1634 meter hoogte.

## Naam
De naam van de bergketen is afgeleid van het oude graafschap en oude provincie "Forez". De Forez ligt ten oosten van de Monts du Forez en bestaat uit een uitgestrekte vlakte waardoor de Loire stroomt. De naam Forez is afgeleid van de oude centrumstad Feurs (Latijn: Forum Segusiavorum, naar de volksstam van de Segusavi). De naam "Forez" komt ook terug in het regionaal natuurpark van "Livradois-Forez". Hier verwijst de naam impliciet enkel naar de Monts du Forez, aangezien het natuurpark buiten de grenzen van het oude graafschap ligt.

## Situering
De Monts du Forez liggen in de departementen van de Loire, Haute-Loire en Puy-de-Dôme. De bergketen ligt ten noordwesten van de stad Saint-Étienne, ten zuidoosten van de stad Thiers en ten noordoosten en oosten van Ambert. De bergketen domineert de vlakte van de Forez in het oosten en de vallei van de Dore in het westen. Ten zuidwesten van de Monts du Forez ligt de vlakte van de Livradois, rond de dorpen Ambert en Arlanc.
In het uiterste noorden van de Monts du Forez ligt het bergmassief van de Bois Noirs, waarvan de zuidelijke helft deel soms nog tot de Monts du Forez wordt gerekend. Vaak wordt de Bois Noirs echter volledig tot de Montagne Bourbonnaise gerekend.

## Fysische geografie

### Topografie

#### Hoogste punten en cols

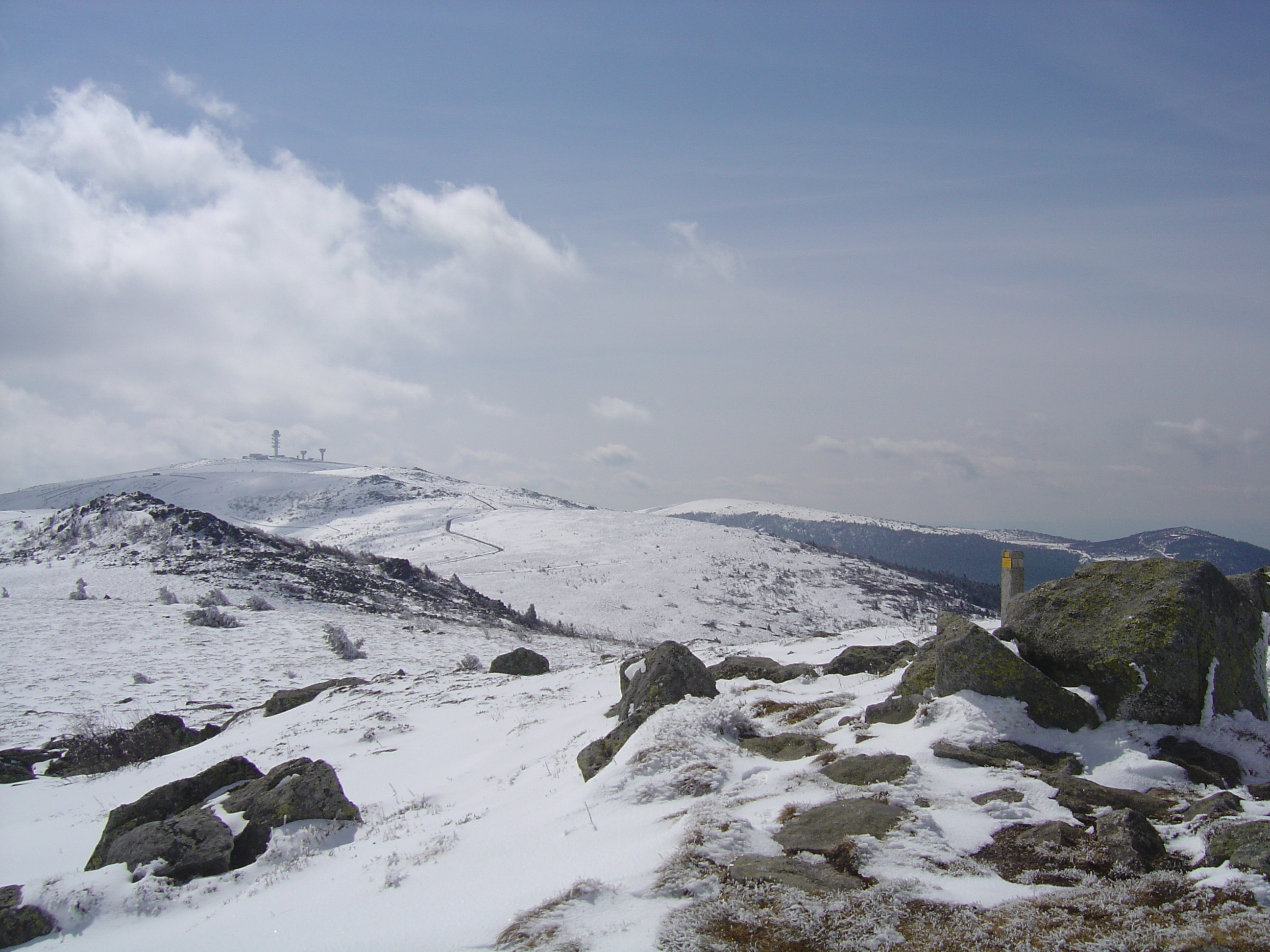
Pierre-sur-Haute vanaf de top van de Peyre-Mayou

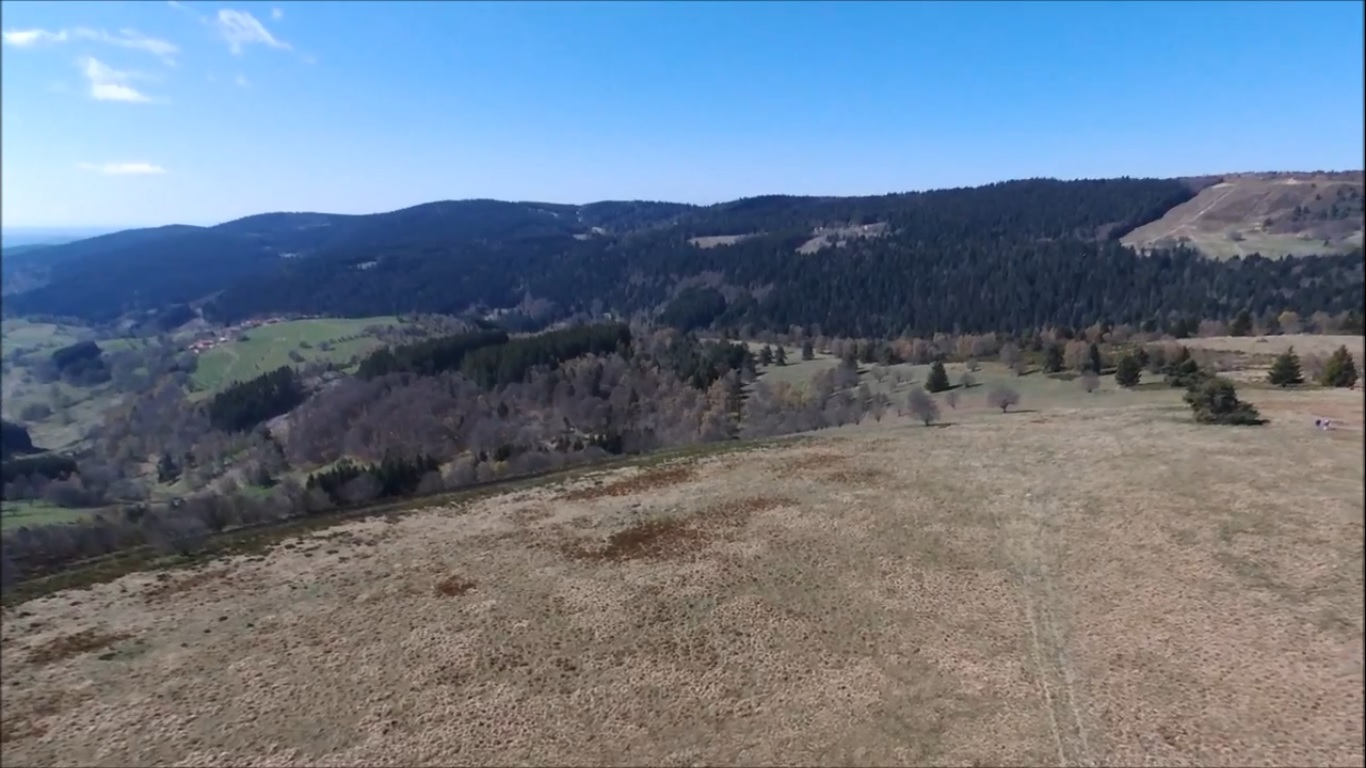
De Crêtes du Forez in zuidelijke richting gezien

- Pierre-sur-Haute

Het hoogste punt van de Monts du Forez en van het departement van de Loire met een hoogte van 1634 meter.
- Montagne de Monthiallier, ook wel mont Thiallier

Tweede hoogste top van het massief met een hoogte van 1558 meter.
- Roche Gourgon

Bergtop ten zuiden van de Pierre-sur-Haute (1420 m).
- Col du Béal

Col met een hoogte van 1390 meter die de grens vormde tussen de regio's Auvergne en Rhône-Alpes. Op zijn flanken zijn heidelandschappen te vinden gekend onder de naam Hautes Chaumes.
- Col des Supeyres

Col met een hoogte van 1366 meter
- Puy de Montoncel

Het hoogste punt van de Bois Noirs met een hoogte van 1287 meter. In het uiterste noorden van de Monts du Forez gelegen, op de grens met de Montagne Bourbonnaise.
- Col de la Loge

Col met een hoogte van 1253 meter.
- Col des Pradeaux

Col met een hoogte van 1196 meter.

#### Waterlopen
De Monts du Forez worden doorsneden door de rivier Ance die ontspringt op de flanken van de Pierre-sur-Haute en die het massief in twee snijdt. De Lignon du Forez, een zijrivier van de Loire, ontspringt eveneens in de Monts du Forez. De Couzon en de Faye zijn zijrivieren van de Dore en stromen eveneens door de Monts du Forez.

### Geologie
De sokkel van de Monts du Forez bestaat uit magmatisch gesteente (graniet) en uit metamorf gesteente (gneiss). De opheffing van de bergketen gebeurde tijdens het Paleozoïcum. In het Tertiair werd het huidige reliëf gecreëerd met zijn bergen en valleien. Dit tijdperk eindigde met een vulkanische fase tijdens het Mioceen. Ten slotte erodeerden de gletsjers van de Kwartaire IJstijd het landschap tot zijn huidige vorm.

### Klimaat

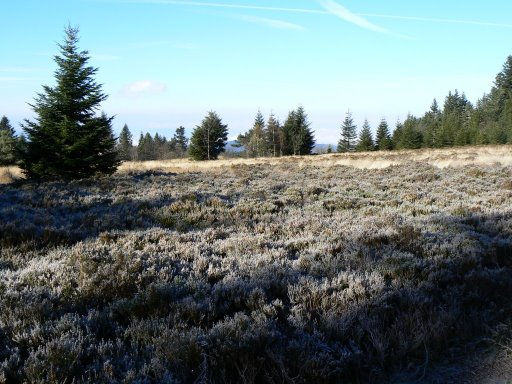
Heide (Hautes Chaumes)

De Monts du Forez vormen een bijzondere klimatologische barrière. Het sterk continentale klimaat varieert naargelang die specifieke zones:
- Op de kammen verhinderen de hoogte, de sneeuw en de winden de groei van bossen. Hier heerst een bergklimaat met de hieraan gerelateerde planten.
- Rond deze zone met bergklimaat is het continentale karakter van het klimaat sterk aanwezig. De winters zijn er koud en vaak valt er veel sneeuw in de winter. De vegetatie bestaat er uit naaldbomen, varens en bepaalde struiken uit de vlinderbloemenfamilie zoals de heidebrem (genêts in het Frans).
- Lager aan de oostelijke zijde van het massief, naar de vlakte van de Forez toe, wordt het klimaat warmer. Door een foehn-effect valt er hier minder neerslag (regenschaduw). Dankzij dit klimaat is er wijnbouw mogelijk (wijngaarden van de Côtes-du-Forez).

## Milieubescherming
De westelijke zijde van de bergketen, in het departement Puy-de-Dôme, maakt deel uit van het Parc naturel régional Livradois-Forez. Sinds 27 juli 2011 maken ook vijf gemeentes van het departement Loire deel uit van het park. Nabij de top van de Pierre-sur-Haute, beschermt het regionaal natuurreservaat van de Jasseries de Colleigne de hooggelegen heide.